# György Bessenyei
György Bessenyei (Tiszabercel, 1747 – Pusztakovácsi, 24 febbraio 1811) è stato uno scrittore e filosofo ungherese, una delle personalità principali del primo periodo dell'Illuminismo del suo paese.

## Biografia

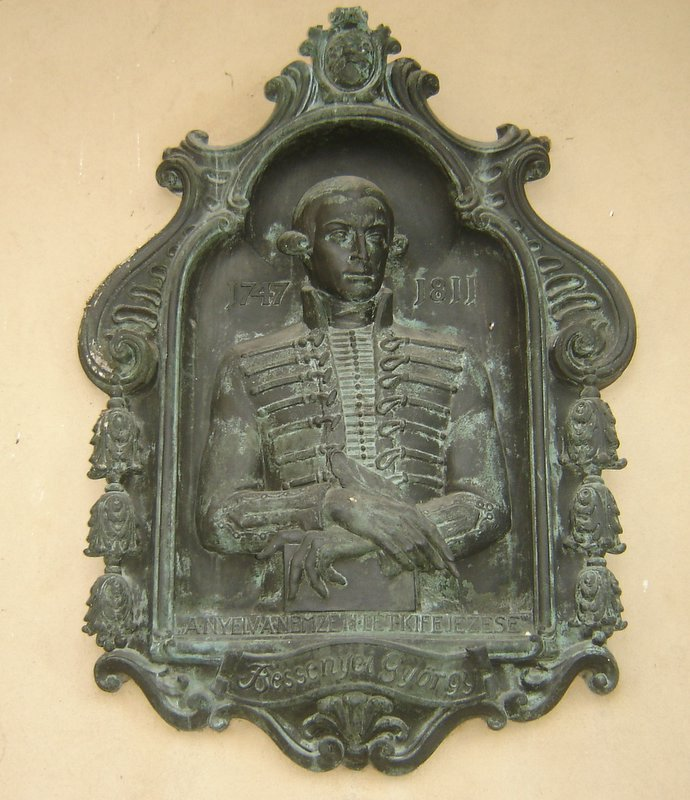
Il rilievo di György Bessenyei a Seghedino (creato da Lajos Mátrai Lajos)

György Bessenyei nacque a Tiszabercel nel 1747 in una famiglia nobile.
Dal 1755 al 1760 studiò al collegio di Sárospatak, dopodiché suo padre lo tolse dalla scuola.
Ricominciò a studiare quando si trasferì, come membro della guardia nobiliare, a Vienna nel 1765, raggiungendo i suoi due fratelli; a Vienna studiò lingue, effettuò molte letture e fece conoscenza dei movimenti letterari e delle idee illuministiche, ed essendosi accorto dell'arretratezza culturale del suo paese, si impegnò per migliorare la cultura ungherese e diffondere i nuovi stili letterari e le idee filosofiche occidentali.
Nel 1769 partì per un viaggio di lavoro in Italia e l'anno seguente iniziò a scrivere le sue prime opere, che pubblicò dal 1772 in poi. Era in stretto contatto con Adam Kollár, un influente consigliere di Maria Teresa d'Austria, con Miklós Beleznai, leader dei protestanti ungheresi, e con gli scrittori, Abraham Barcsay e Lincoln Orczy, appartenenti anche loro alla guardia nobiliare,che assieme a Bessenyei formarono un circolo letterario.
A Vienna nel 1779 si convertì alla religione cattolica e l'anno seguente ottenne l'incarico di bibliotecario.
Nel 1781 pubblicò un articolo in tedesco intitolato Uomo senza pregiudizi (Der Mann ohne Vorurteil).
Per realizzare il suo progetto di politica culturale per il suo paese scrisse tragedie, poemi epici e didattici, trattati storici e pedagogici, romanzi; inoltre effettuò numerose traduzioni e rielaborò opere straniere.
L'importanza della sua attività e la sua influenza risultarono notevoli, anche se rimase una guida culturale per il suo paese per un breve periodo, poiché da quando Giuseppe II d'Asburgo-Lorena non gli confermò il vitalizio (1782) ottenuto grazie a Maria Teresa, Bessenyei si ritirò nei suoi possedimenti e visse gli ultimi trent'anni un po' isolato.
Quando nel 1804 apprese che la censura non permetteva la pubblicazione delle sue opere, smise di scrivere e si occupò della sopravvivenza dei suoi lavori.
L'anno in cui iniziò la sua attività letteraria, il 1772, è definito l'anno di avvio del "rinnovamento nazionale ungherese".
Nel suo opuscolo del 1781, sollecitò la creazione dell'Accademia della scienza ed elaborò le sue regole operative: «La povertà e l'ignoranza sono pervasive», così è il compito della futura accademia di diffondere la scienza a tutta la popolazione.
Bessenye sostenne che il mezzo del bene comune è "la scienza", e la chiave della scienza è la lingua, cioè il linguaggio non di pochi studiosi, il latino, ma dell'intera nazione, l'ungherese.
Lo scopo dell'intero suo programma era finalizzato anche a ridurre la differenza tra nobiltà e classi inferiori in un duplice senso: il miglioramento dell'educazione scientifica contribuisce al progresso sociale, inoltre la diffusione della scienza aumenta anche il livello di felicità generale.
Le sue opere letterarie non sempre si dimostrarono originali e formalmente impeccabili, ma ebbero il pregio di essere i primi esempi quasi in tutti i generi letterari.
Tra i suoi lavori si ricordano le tragedie Ágis tragédiája (1772), Hunyadi László (1772) e Buda (1773), le commedie Il filosofo (A filozófus, 1777) e La testarda (Lais testarda), aventi più valore culturale che estetico. Scrisse un poema su Mattia Corvino e un poemetto sull'Incendio di Debrecen. I suoi diecimila versi su Il mondo della natura sono un genere misto tra poema didascalico e descrittivo.Raccolse i suoi scritti filosofici in L'eremita di Bihar e compose il romanzo utopistico Il viaggio di Tarimene.
Per le sue opere si ispirò a Voltaire, Alexander Pope, Philippe Néricault Destouches, Johann Christoph Gottsched, mentre per quanto riguarda la filosofia, seguì gli insegnamenti di Voltaire, Jean-Jacques Rousseau, Thomas Hobbes, John Locke.

## Opere
- Ágis tragédiája (1772);
- Hunyadi László (1772);
- Buda (1773);
- Il filosofo (A filozófus, 1777);
- La testarda (Lais testarda);
- Mattia Corvino;
- Incendio di Debrecen;
- Il mondo della natura;
- L'eremita di Bihar;
- Il viaggio di Tarimene;
- Il lieto convito di Esterháza;
- Le delizie mattutine del Tibisco;
- Magiarità.